# Варвара (железопътна гара)
Вижте пояснителната страница за други значения на Варвара.
Варвара е железопътна гара на теснопътната железопътна линия Септември – Добринище. Гарата обслужва населението на село Варвара.
Намира се на 5,750 km южно от началната гара Септември, преди навлизане в Чепинския пролом. Разположена е между спирките Пампорово и Марко Николов. Открита е на 1 август 1926 г. с въвеждането в редовна експлоатация на железопътната линия от Сарамбей (Септември) до Лъджене (Велинград), първоначално като спирка, а скоро след това е гара. От 27 октомври 1928 г. до 1 октомври 2002 г. обслужва и железопътната отсечка Пазарджик – Варвара.